# Амаду Гон Кулібалі
Амаду Гон Кулібалі (фр. Amadou Gon Coulibaly; 10 лютого 1959 — 8 липня 2020) — івуарійський політик, одинадцятий прем'єр-міністр Кот-д'Івуару.

## Біографія

### Походження
Народився 10 лютого 1959 року в Абіджані. Є вихідцем з впливового древнього івуарійського клану Кулібалі, який заснував у XVIII столітті місто Короґо. Його батько Пелефоро Гон Кулібалі був вождем народу сенуфо, прожив понад ста років та дожив до кінця колоніалізму і початку незалежності; старший брат Лансін Гон Кулібалі обіймав посаду міністра навколишнього середовища (1993—1995); дядько Ісса Малік Кулібалі як директор очолював національну виборчу кампанію Лорана Гбагбо; двоюрідний брат Амаду Кулібалі був у складі президії розвідувальних служб; його молодший брат Ібрагім Кулібалі був членом служби охорони президента.

### Політична кар'єра
З листопада 1990 року по грудень 1993 року обіймав посаду технологічного радника прем'єр-міністра Алассан Уаттара при президенті Фелікс Уфуе-Буаньї. На цій посаді Кулібалі відповідав за координацію і моніторинг реалізації політики в галузі сільського господарства, транспорту, енергетики і людських ресурсів (освіта та охорона здоров'я), курирував програми дорожнього будівництва і енергетичні проекти, а також державні підприємства. Під впливом Уаттари вийшов з лав Демократичної партії Кот-д'Івуару і разом з колишніми однопартійцями утворив Об'єднання республіканців, яке невдовзі утворила правлячу коаліцію з тієї ж Демократичною партією. Кулібалі швидко висунувся на керівні посади в партії. У липні 1995 року він був обраний в члени Центрального комітету і Політбюро, з липня 1995 року по лютий 1999 року був національним секретарем з питань економічного розвитку, з лютого 1999 року по березень 2006 року обіймав посаду заступника генерального секретаря, в березні 2006 року став заступником генерального секретаря Об'єднання республіканців
25 листопада 1995 року до 10 грудня 2000 року Кулібалі був депутатом Національних зборів Кот-д'Івуару від Корого. 11 грудня 2011 року знову обрався до Національних зборів.
25 березня 2001 року виграв муніципальні вибори від Об'єднання республіканців і 2 квітня того ж року обійняв посаду мера Корого, змінивши Адама Кулібалі.
10 січня 2017 року президент Кот-д'Івуару Алассан Уаттара призначив Кулібалі на посаду прем'єр-міністра, доручивши йому сформувати новий уряд.